# Вулиця Миколи Юнкерова
Ву́лиця Мико́ли Ю́нкерова — вулиця в Оболонському районі міста Києва, селище Пуща-Водиця. Пролягає від Міської вулиці до Селянської вулиці.
Прилучаються вулиці 1-ша лінія, 2-га лінія, 3-тя лінія, 4-та лінія, 5-та лінія, 6-та лінія, 7-ма лінія, 8-ма лінія, 9-та лінія, 10-та лінія, 11-та лінія, 12-та лінія, 13-та лінія та 14-та лінія.

## Історія
Вулиця відома з початку XX століття під назвою Лермонтовська (на честь Михайла Лермонтова). З 1955 року — Молодіжна. Сучасна назва на честь радянського офіцера, що загинув у Пущі-Водиці під час визволення Києва у 1943 році, Героя Радянського Союзу Миколи Юнкерова — з 1984 року.

## Культові споруди
На перехресті з 7-ю лінією знаходиться дерев'яна церква преподобного Серафима Саровського, зведена у 1910 році. Належить Українській православній церкві Московського патріархату.

## Пам'ятки
Будинок № 37-А — пам'ятка архітектури місцевого значення, один із цікаво вирішених зразків дерев'яної дачної забудови початку ХХ сторіччя. Частково знищена пожежею 29 березня 2023 року.

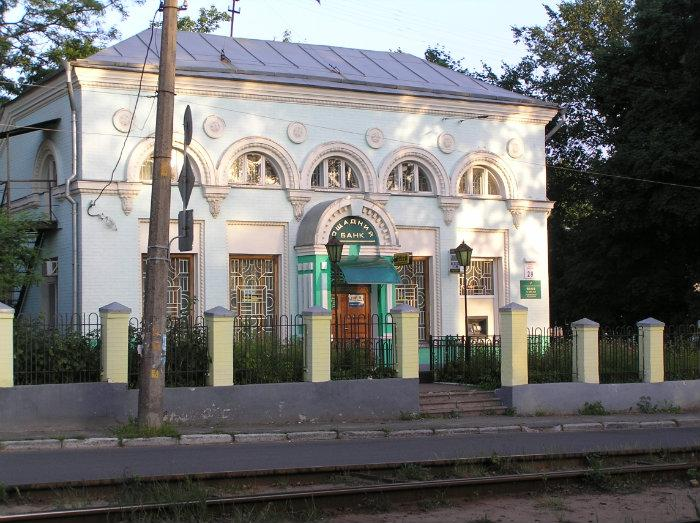
Адміністративний будинок Ощадбанку (№ 29)
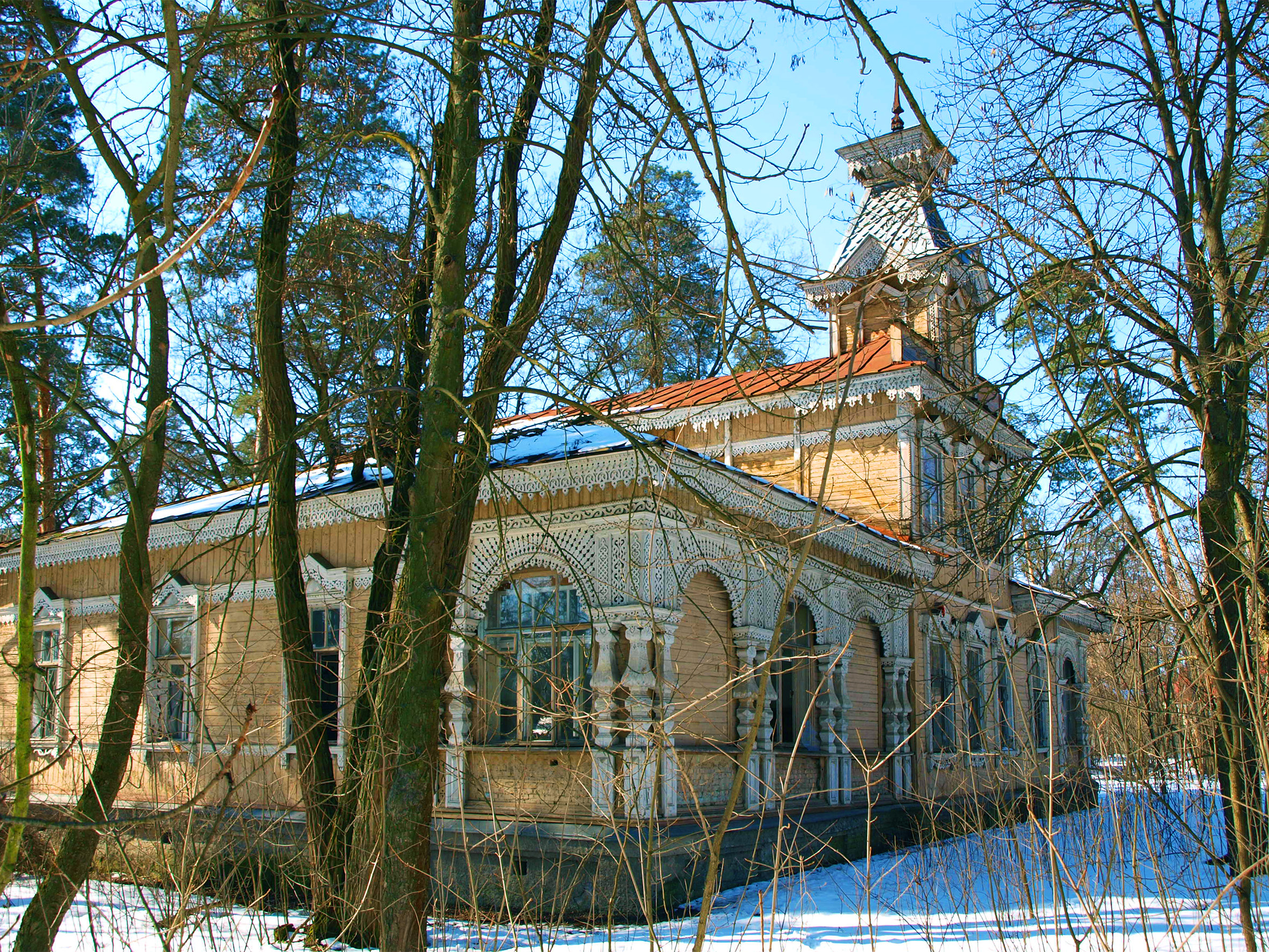
Дача (№ 37-А). Фото 2018 року
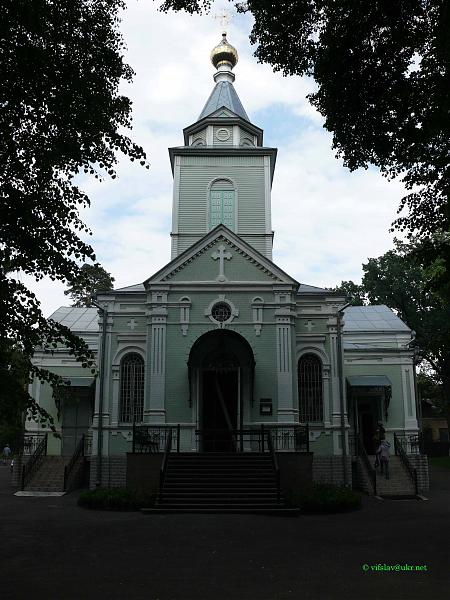
Церква Серафима Саровського (№ 42)
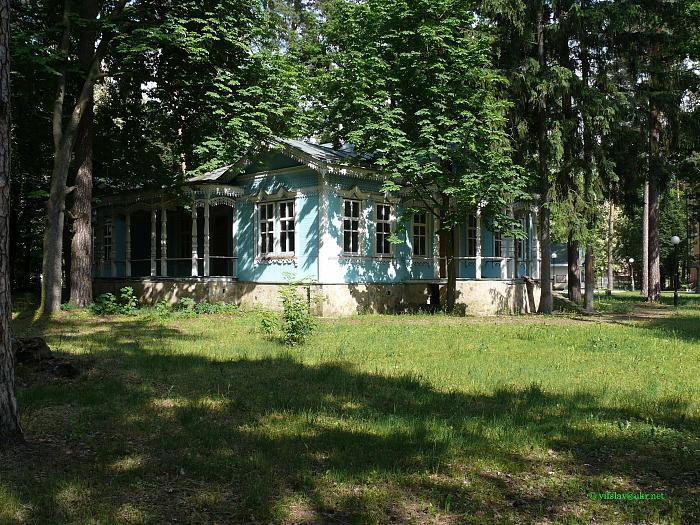
Дача (№ 47)